# باك يين
باك يين هي منطقة جبلية في محافظة سون لا بدولة فيتنام .

## جغرافيا المنطقة
تتكون المنطقة هذه من 110.220 هكتارًا من المساحات الطبيعية ويسكنها 65.210 شخص (2019). هناك 7 مجموعات عرقية تعيش في هذه المنطقة وهي ( همونغ ، تاي ، موونغ ، فيتناميون ، ياو ، خمو ، تاي ) ويشكلون سكان عرقية همونغ ما يقرب من نصف عدد السكان لكامل المنطقة.
تعد منطقة باك يين إحدى مناطق المرتفعات في محافظة سون لا الفيتنامية وتقع على بعد 100 كم من وسط محافظة سون لا.

## السياحة
منطقة باك يين تتطور بشكل متزايد من حيث السياحة والمنتجعات ذات الاكتفاء الذاتي ، مع وجود مناطق بارزة مثل منطقة جبل تاتسوا